# William Sutherland (physicien)
Ne doit pas être confondu avec William Sutherland Maxwell.
Pour les articles homonymes, voir Sutherland.
William Sutherland (24 août 1859-5 octobre 1911) est un physicien et physico-chimiste écossais et australien.

## Biographie

### Études
Né en Écosse en 1859, Sutherland émigre avec sa famille en 1864 à Sydney puis à Melbourne en 1870,. Il obtient un master à l'université de cette ville en 1883.
Il va alors à l'University College de Londres avec une bourse du Gilchrist Educational Trust (en). Il obtient un baccalauréat universitaire en sciences en 1881 et fait ses premiers pas en recherche sous la direction de Carey Foster.

### Carrière
Sutherland revient à Melbourne en 1882 où il trouve un emploi à l'université. Il devra attendre 1899 pour obtenir un poste de professeur. Il est également pigiste au journal the Age à partir de 1901.
Ses travaux portent sur la théorie cinétique des gaz où il introduit la notion de potentiel attractif, sur la compréhension de la tension superficielle des liquides, sur la science des matériaux, sur les solutions aqueuses et sur le champ magnétique terrestre.
Il est l'auteur de nombreuses publications.